# Electric Callboy
Electric Callboy (anciennement Eskimo Callboy) est un groupe de metalcore allemand, originaire de Castrop-Rauxel.

## Histoire

### Débuts du groupe
Le premier EP du groupe sort en 2010 ; il sera réédité par Redfield Records. Le groupe joue en première partie de Machinemade God, Papa Roach, Five Finger Death Punch, We Butter the Bread with Butter, Neaera, Callejon, Asking Alexandria, The Devil Wears Prada et plus souvent His Statue Falls. Au Feel the Pressure Festival à Wissen, il joue en compagnie de Bakkushan, Ohrbooten et Cocoon. Dans d'autres festivals, le groupe apparaît à côté de Casper, Rantanplan ou Distance in Embrace. En 2011, il joue au Mair1 Festival et au Traffic Jam Open Air et fait des tournées en Allemagne et en Autriche.
Bury Me in Vegas, le premier album, paraît en 2012. La même année, Electric Callboy est au Soundgarden Festival et va en Chine, au Japon et en Russie, et est la première partie de Callejon lors du Blitzkreuz-Tour en octobre 2012,. En 2013, le groupe participe au Get Drunk or Fuck Off Euro Tour en compagnie de Intohimo, Close to Home et The Browning,. En avril 2013, le groupe joue aux États-Unis en compagnie de Kottonmouth Kings, Deuce, Dizzy Wright et Snow Tha Product. On le voit ensuite dans des festivals en Allemagne et au Japon. Il est nommé aux Metal Hammer Awards dans la catégorie « Up And Coming ».

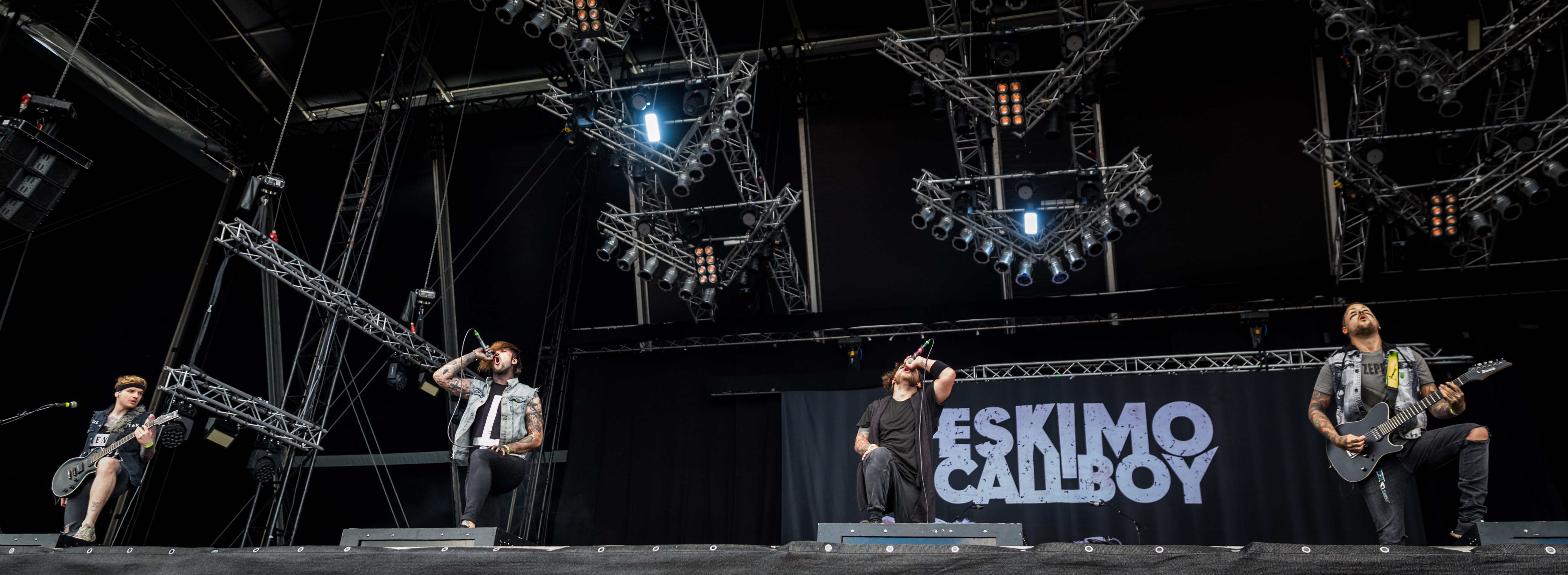
Electric Callboy au Wacken Open Air en 2016.

Le deuxième album We Are the Mess sort en 2014. Au Japon, l'album est distribué par Warner Music Japan Incorporation. L'album atteint la 8e place des ventes en Allemagne. Au printemps 2014, le groupe fait une nouvelle tournée japonaise. En août 2019, le groupe sort un nouveau single, Hurricane, pour leur cinquième album à venir. Le nouvel album, intitulé Rehab, sort le 1er novembre 2019. À la suite de la sortie de Rehab, le groupe s'est lancé dans leur « Rehab European Tour 2019 ».

### Départ de Sushi
Le 12 février 2020, le groupe annonce via ses apparitions sur les réseaux sociaux que l'ancien chanteur Sushi ne chanterait plus pour le groupe. Le même jour, Sushi annonce son nouveau projet appelé Ghostkid. Dans ce nouveau groupe, Sushi travaille sur sa propre musique, également sur la scène metalcore. Le 24 avril 2020, le leader Kevin Ratajczak annonce sur YouTube que la recherche d'un nouveau chanteur était terminée. Après une phase de candidature, une vidéo suit le 4 juin 2020, annonçant que Nico Sallach (ancien chanteur du groupe To the Rats and Wolves) serait le nouveau chanteur principal du groupe. De plus, le groupe annonce en même temps un nouvel EP, intitulé MMXX, qui sort le 11 septembre 2020.
Le 6 décembre 2021, le groupe annonce via son compte Twitter qu'il avait soumis son single Pump It dans la sélection nationale allemande pour le Concours Eurovision de la chanson 2022, mais n'a finalement pas été inclus dans la liste finale des participants. Le 22 décembre 2021, le groupe annonce via Instagram qu'il supprimait les anciennes chansons de toutes les plateformes en raison de paroles offensantes et qu'il reconsidérait le nom du groupe.

### Nouvelle ère Electric Callboy

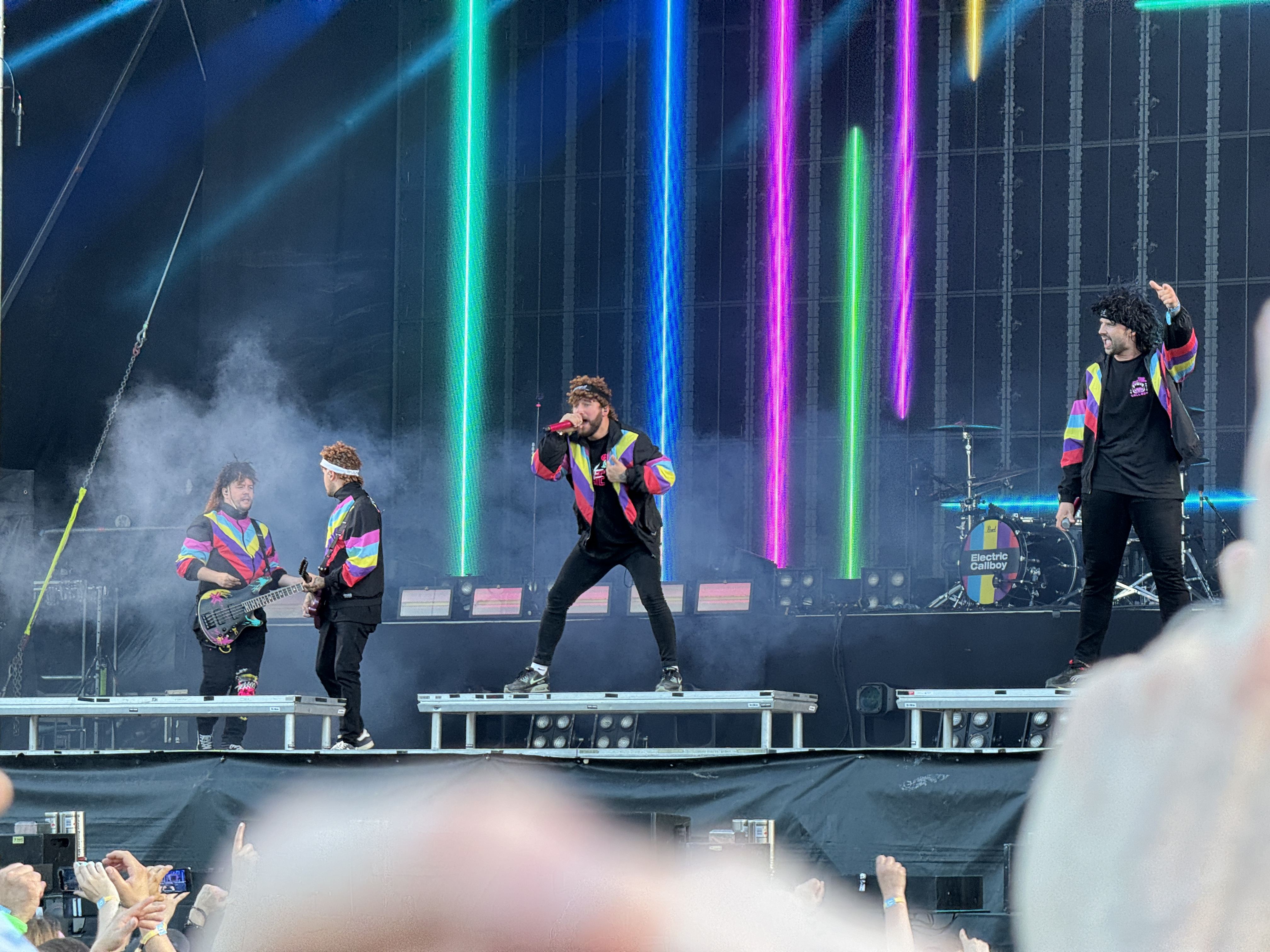
Le groupe sur scène en 2024.

Le 9 mars 2022, le groupe dévoile son nouveau nom et s'appelle désormais Electric Callboy,. Le 15 avril 2022, le groupe annonce, via ses réseaux sociaux, l'arrivée d'un nouvel album, nommé TEKKNO. L'album doit paraître le 9 septembre 2022. Afin de promouvoir ce nouvel album, le groupe sort, le 8 juillet 2022, leur nouveau titre intitulé FCKBOI. Il s'agit d'un featuring avec le groupe cosmopolite américain Conquer Divide. Le nouvel album composé de 10 morceaux bénéficie de 4 singles.
Le 21 juin 2023, Electric Callboy publie un nouveau single intitulé Everytime We Touch (TEKKNO Version), une reprise du titre du même nom de Cascada. En 2024, le groupe publie la chanson RATATATA en collaboration avec le groupe japonais BABYMETAL.
Au début de 2025, le groupe allemand publie leur nouvelle chanson intitulé Elevator Operator. En avril 2025, le groupe annonce sur les réseaux sociaux le départ de David-Karl Friedrich, batteur du groupe depuis treize ans, sans compromettre la série de concerts prévus pour les festivals d'été. Le mois suivant, Frank Zummo, batteur du groupe Sum 41, est révélé comme remplaçant pour la tournée d'été 2025. Le groupe publie également un nouveau single Revery. Lors d'une interview en marge du Hellfest, le groupe annonce travailler sur un nouvel album, en jonglant durant l'été entre les festivals et l'écriture en studio.

## Style musical et influences
Le style musical du groupe est décrit comme de l'electronicore,,, du metalcore,,, du metalcore mélodique, du post-hardcore, du comedy rock, de la dubstep, de l'electro et de l'EDM,. Les membres ont nommés des groupes comme Asking Alexandria et Attack Attack! comme leurs influences musicales.

## Membres

### Membres actuels
- Daniel "Danskimo" Haniß – guitare (depuis 2010)
- Daniel Klossek – basse, chœurs (depuis 2010)
- Kevin Ratajczak (en) – chant, claviers (depuis 2010)
- Pascal Schillo – rhythm guitar, backing vocals (depuis 2010)
- Nico Sallach (en) – chant (depuis 2020)[22]
- Frank Zummo – batterie (2024, 2025)

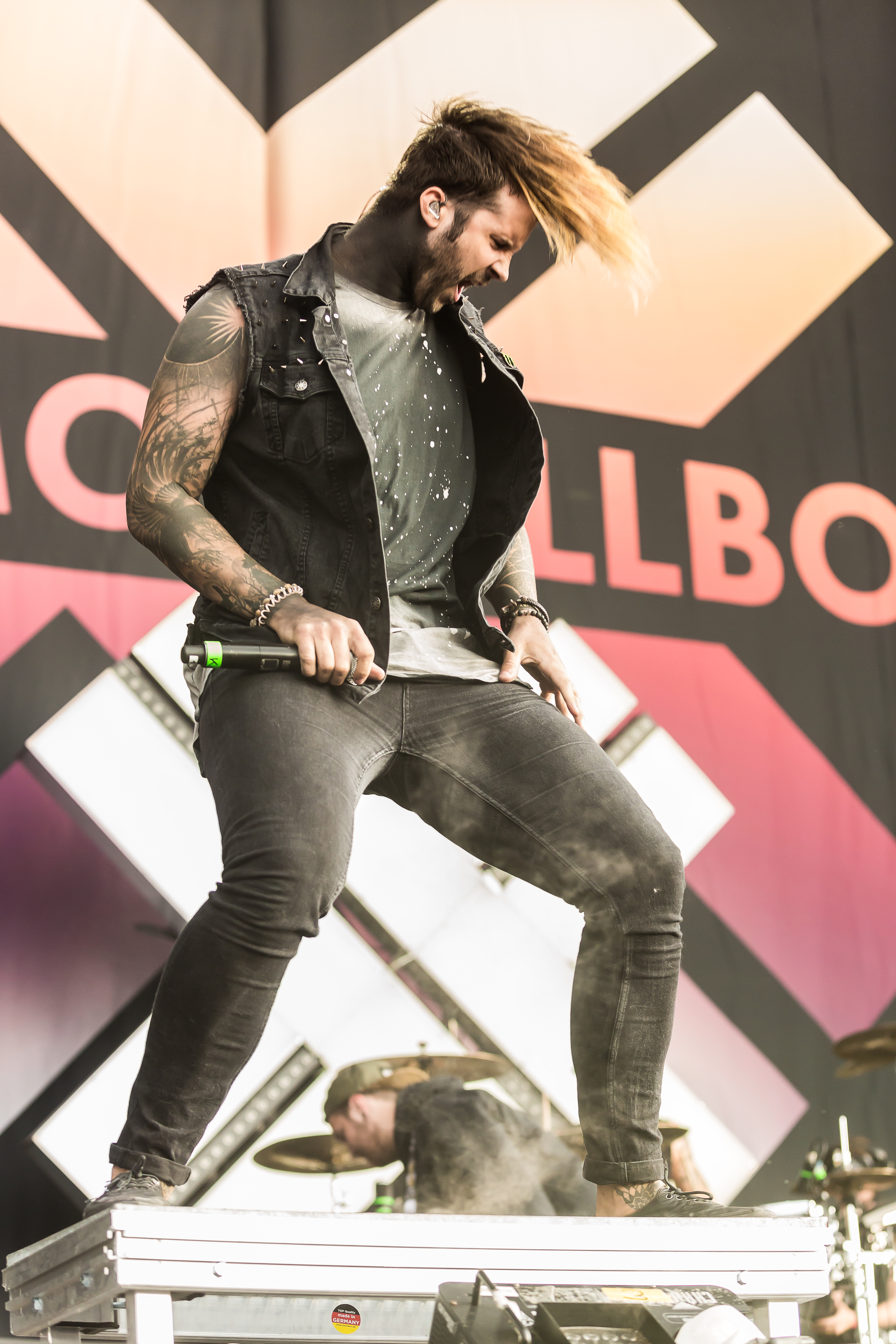
Kevin Ratajczak
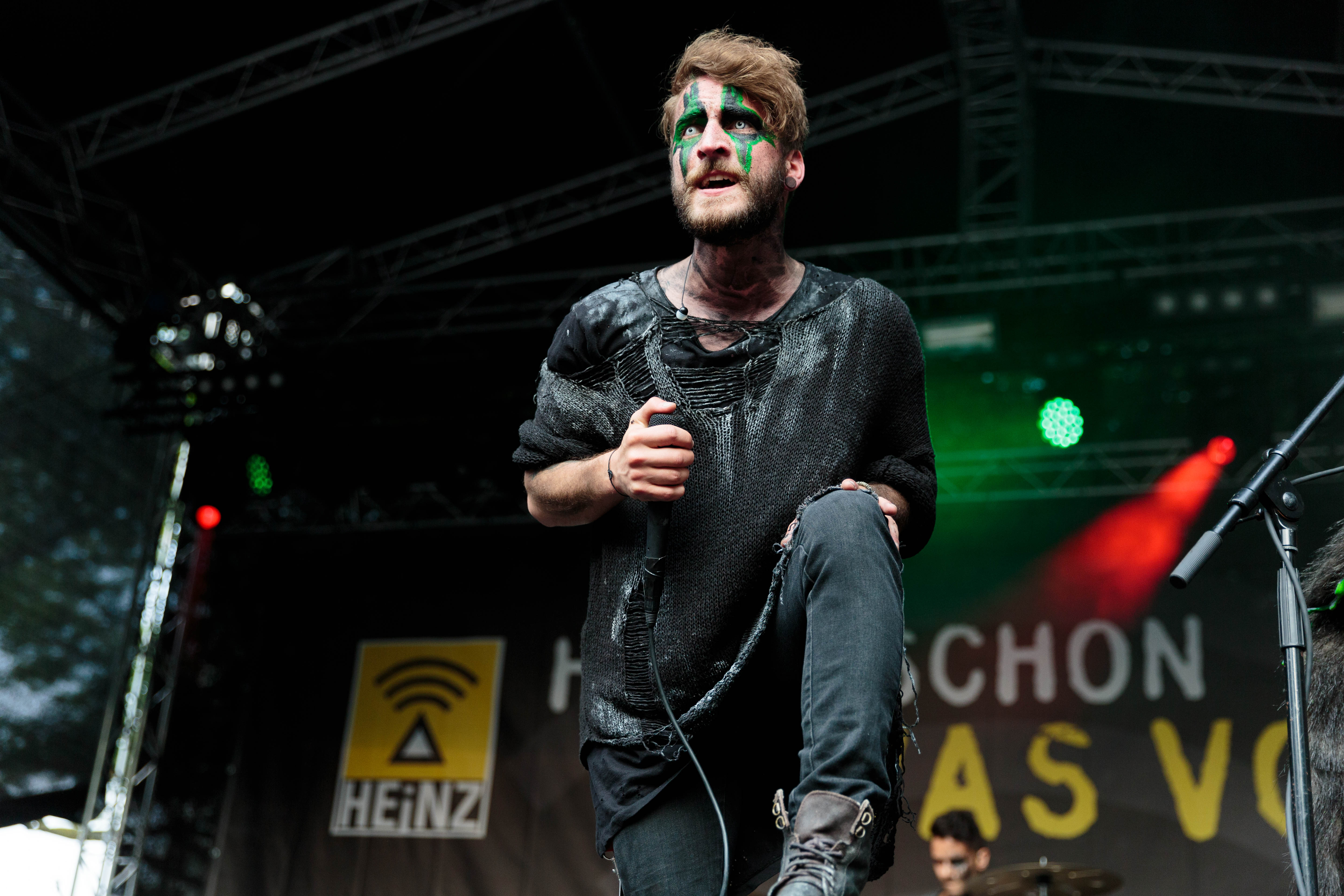
Nico Sallach
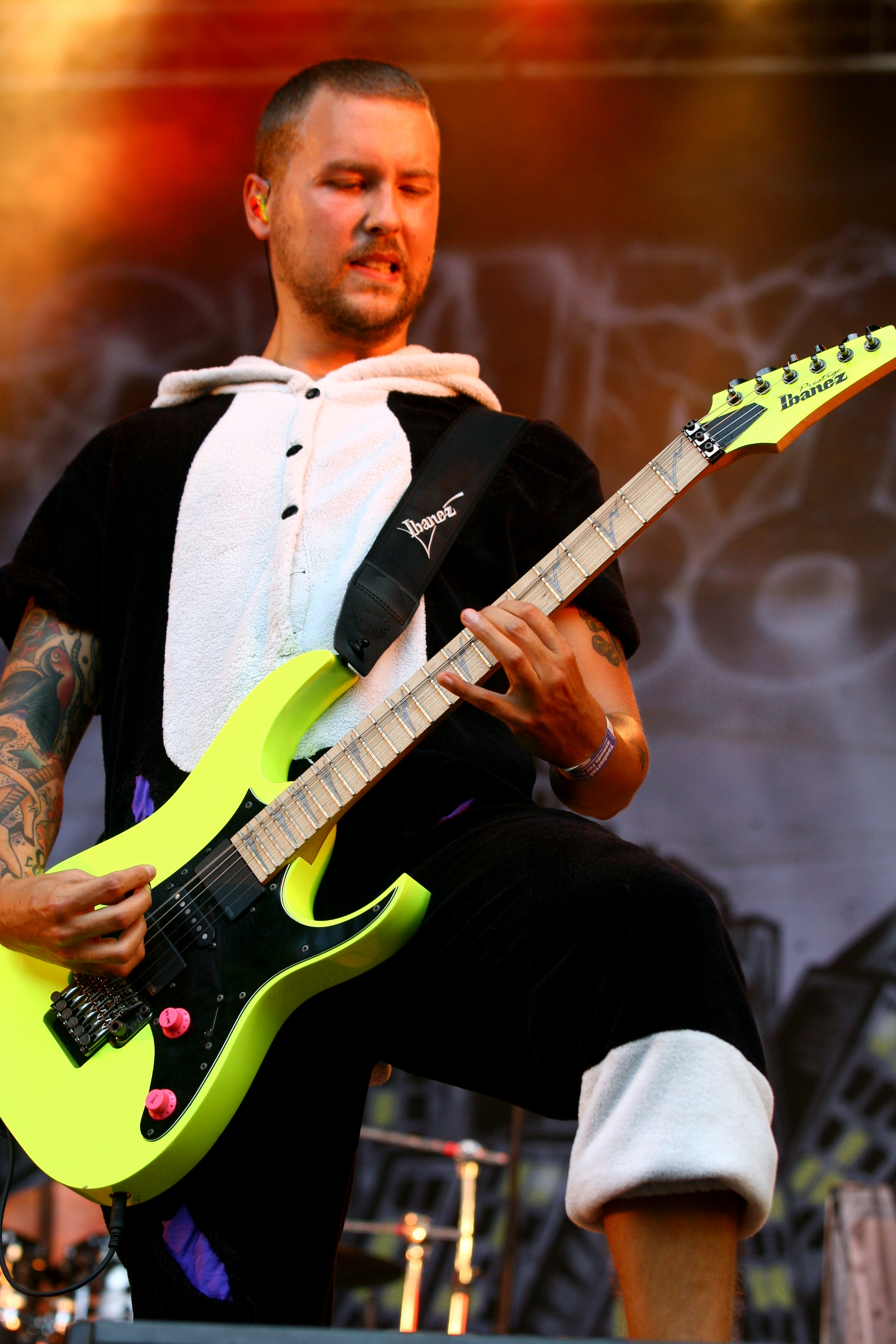
Daniel "Danskimo" Haniß
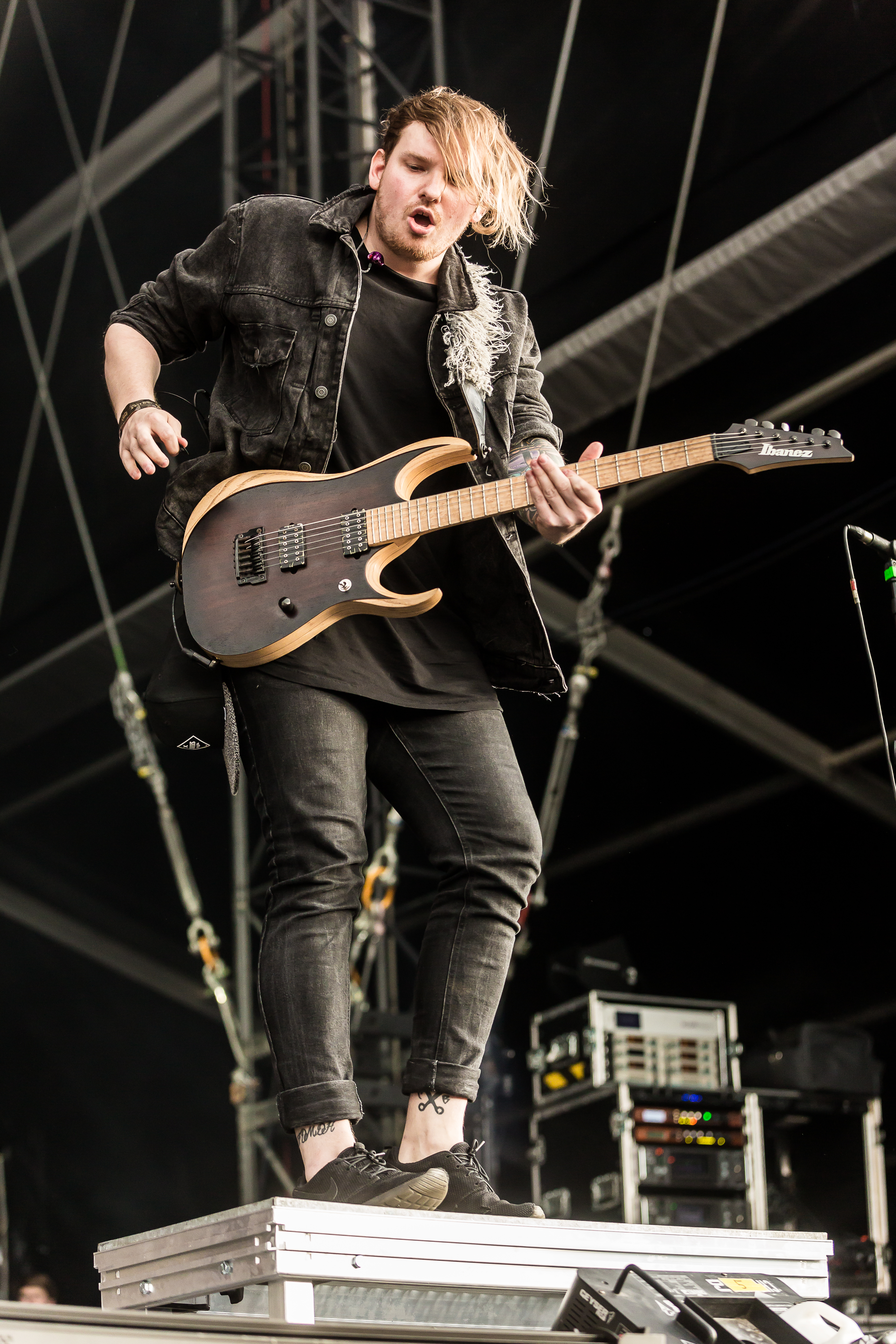
Pascal Schillo
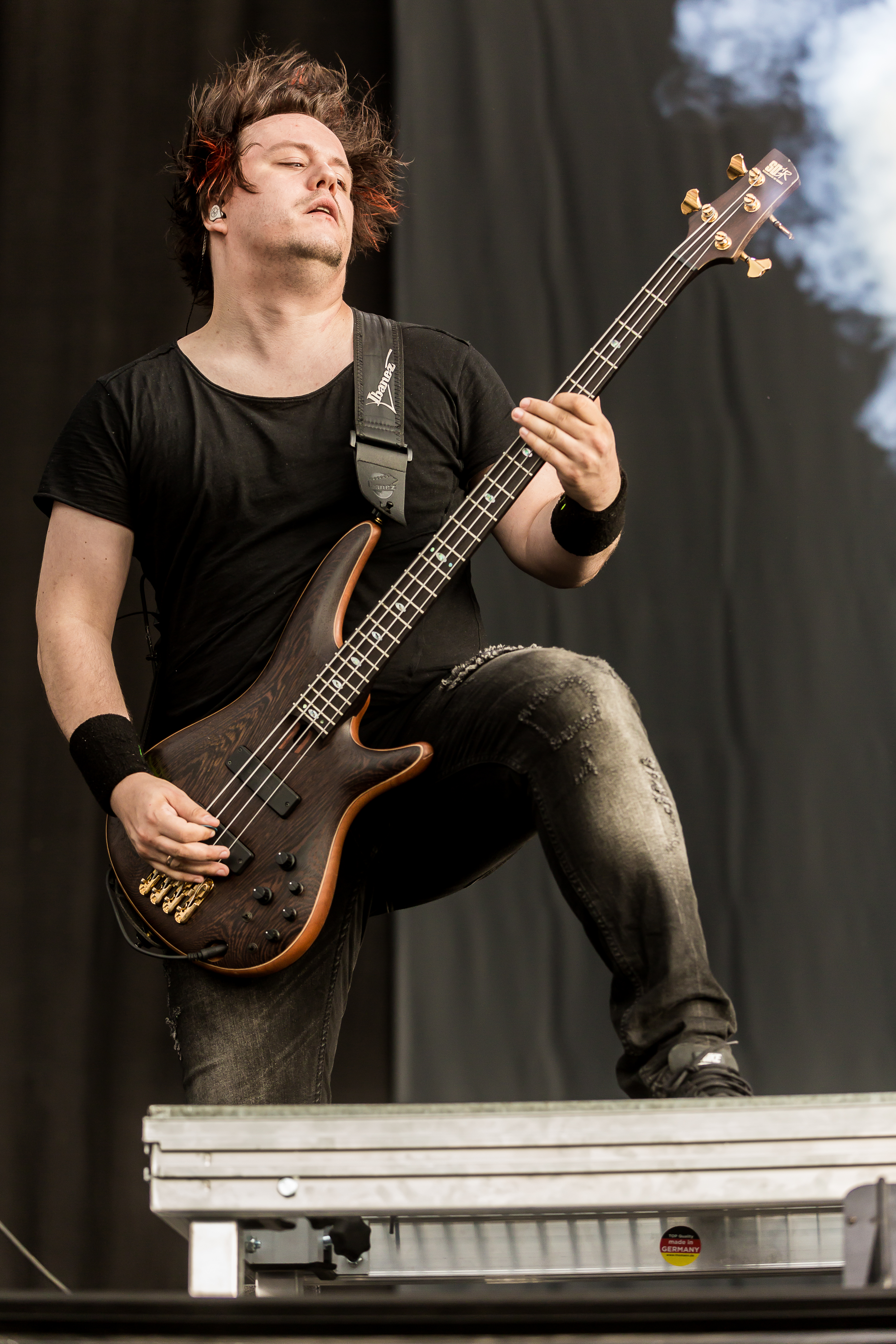
Daniel Klossek

### Anciens membres
- Michael "Micha" Malitzki – batterie (2010–2012)
- David-Karl Friedrich – batterie (2012–2025)
- Sebastian "Sushi" Biesler – chant (2010–2020)

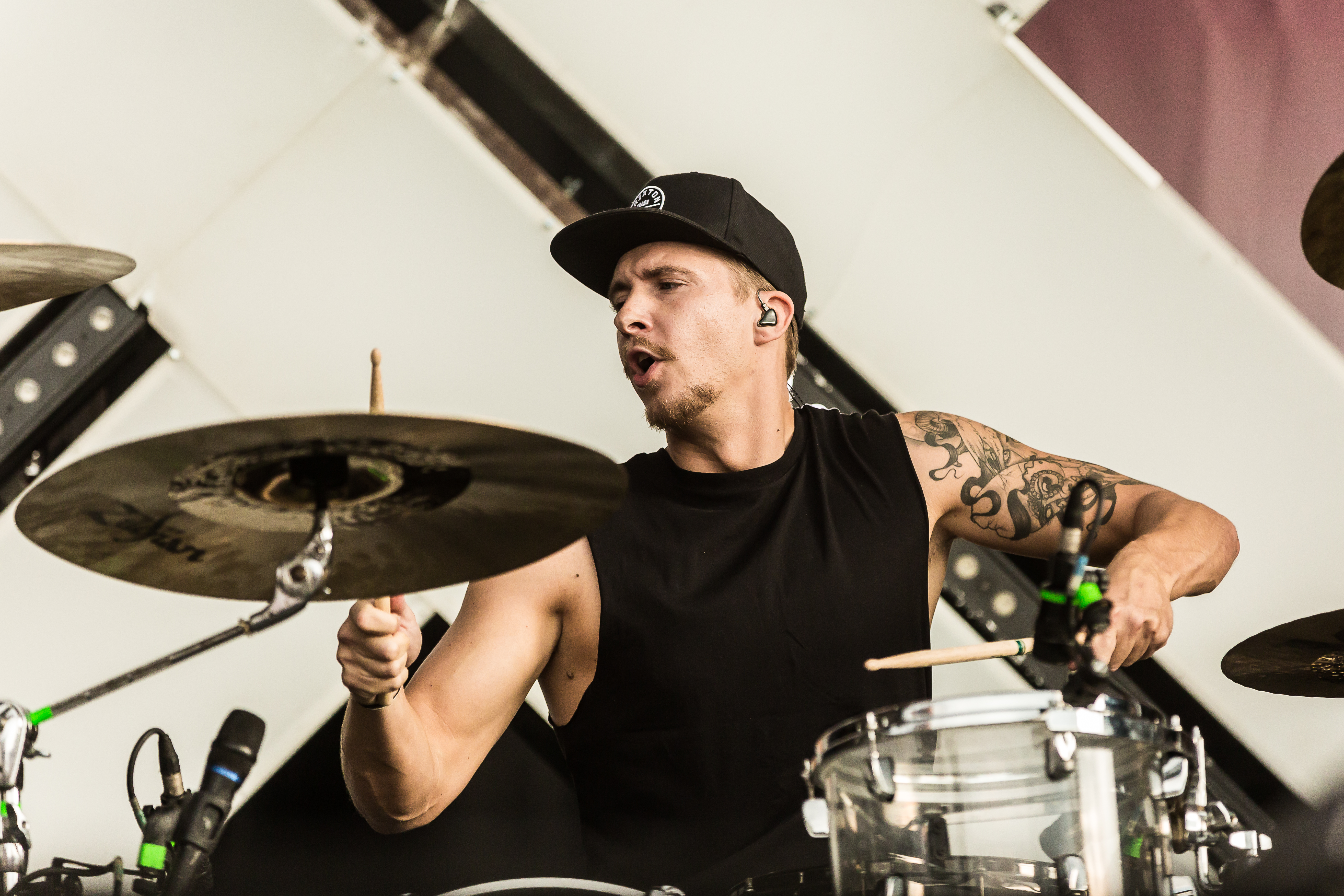
David-Karl Friedrich

## Discographie

### Albums studio
- 2012 : Bury Me in Vegas (Redfield Records, Radtone Music au Japon)
- 2014 : We Are the Mess (Redfield Records, Warner Music Japan Inc.)
- 2015 : Crystals (Airforce1 Records, Universal Records)
- 2017 : The Scene (Century Media Records)
- 2019 : Rehab (Century Media Records)
- 2022 : Tekkno (Century Media Records)

### Singles et EP
- 2011 : Eskimo Callboy (Redfield Records)
- 2011 : Is Anyone Up (Redfield Records)
- 2013 : We Are the Mess (single) (Redfield Records)
- 2015 : Best Day (Airforce1 Records, Universal Records)
- 2017 : The Scene (single) (Century Media Records)
- 2017 : MC Thunder (Century Media Records)
- 2017 : VIP (Century Media Records)
- 2020 : MMXX (Century Media Records)
- 2021 : Hypa Hypa (single) (Century Media Records)
- 2021 : We Got the Moves (single) (Century Media Records)
- 2021 : Pump It (single) (Century Media Records)
- 2022 : Spaceman (single) (Century Media Records)
- 2022 : FCKBOI (single) (Century Media Records)
- 2023 : Everytime We Touch (TEKKNO Version) (Century Media Records)
- 2024 : RATATATA (avec Babymetal)
- 2025 : Elevator Operator
- 2025 : Revery

## Prix et distinctions

### Awards
- 2023 : Best international live artist (Heavy metal music awards)[23]